# Schlagsdorf
Schlagsdorf település Németországban, Mecklenburg-Elő-Pomeránia tartományban. Lakosainak száma 1258 fő (2023. december 31.). Schlagsdorf Utecht és Thandorf községekkel határos.

## Népesség
A település népességének változása:
| Lakosok száma | 1156 | 1155 | 1203 | 1218 | 1258 |
|               | 2017 | 2019 | 2021 | 2022 | 2023 |